# Flora, Illinois
Flora är en stad (city) i Clay County, i delstaten Illinois, USA. Enligt United States Census Bureau har staden en folkmängd på 5 041 invånare (2011) och en landarea på 12,2 km².